# Шарл Едуар Гийом
Шарл Едуар Гийом (на френски: Charles Édouard Guillaume) е швейцарски физик, носител на Нобелова награда за физика за 1920 година „за заслуги в точните измервания във физиката – откритие на аномалии в никелови стоманени сплави“.

## Биография

### Произход и образование (1861 – 1882)
Роден е на 15 февруари 1861 година във Фльорие, Швейцария. Той е син на часовникар и макар че е роден в Швейцария, прекарва по-голямата част от живота си във Франция. Първите уроци на Шарл дава баща му, а след това посещава училището в Ньошател. На 17-годишна възраст постъпва във Федералния технологически институт в Цюрих, където учи естествени науки, а също немска и френска литература. По-късно той казва, че интересът му към естествознанието е подтикнат от четенето на „Академични похвали“ („Eloges academiques“) на секретаря на Френската академия на науките Франсоа Араго. През 1882 г. Гийом защитава дисертация за електролитните кондензатори и получава докторска степен.

### Научна дейност (1883 – 1937)
След едногодишна служба в швейцарската армия като артилерийски офицер Гийом става асистент в скоро създаденото Международно бюро по мерки и теглилки в Севър, близо до Париж. През 1902 г. става заместник-директор, а през 1905 – директор на Бюрото и остава на този пост до оставката си през 1936 г., след което получава титлата почетен директор.
Първата работа, с която Гийом се заема в Международното бюро, е да подобри точността на живачния термометър. В този прибор относително голямо количество живак се съдържа в стъклено балонче, към което е прикрепена дълга стъклена цилиндрична тръбичка с малък диаметър. При повишаване на температурата обемът на живака се увеличава, което предизвиква забележима промяна в положението на горния край на живачния стълб. За да се повиши точността на измерването, е необходимо да се въведат поправки, свързани с промяната на обема на балончето поради температурното разширение и свиване на стъклото и с промяната на площта на напречното сечение и дължината на живачния стълб, а след това да се направи необходимата калибровка на термометъра. Скоростта, с която се променят дължината и обемът, зависи от температурата. Резултатите от изчисленията на всички поправки Гийом представя в „Трактат по термометрия“ („Traite de thermometrie“) през 1889 г.
След като завършва тези изследвания Гийом се заема с търсене на сплав, която да се използва в местните метрологични лаборатории като достъпна и надеждна замяна на много скъпата платино-иридиева сплав, от която е изработен еталонът на метъра. Екземпляр от този еталон се намира във всяка от страните, взели участие в първата Конференция по мерки и теглилки през 1889 г. Мерните пръти се използват в полеви условия при различни температури, а се калиброват в местните метрологични лаборатории по пазещия се там еталон на метъра при фиксирана температура. Ниското качество на местните еталони и разликата между температурата в полеви и лабораторни условия довеждат до систематични грешки в измерванията.
Изследвайки сплавите, Гийом забелязва, че стоманите с високо съдържание на никел имат аномално нисък коефициент на топлинно разширение. Това наблюдение го довежда до създаване на стомана, съдържаща 36% никел, 0,4 % манган, 0,1 % въглерод, 63,5% желязо и притежаваща коефициент на разширение, който е по-малък от една десета от коефициентът на разширение на желязото. Сплавта Гийом нарича инвар, защото почти не се изменя (остава инвариантна) при нагряване и други външни въздействия. Ученият разработва редица методи (като отгрев, изтегляне и валцуване), позволяващи да се обработва инвара при непрекъснат контрол на коефициента на топлинното му разширение. Стандартните еталони на метъра от инвар получават широко разпространение. В полеви условия геодезистите и картографите започват да използват мерни ленти и жици от инвар при установяване на триангулационната мрежа. Инварът намира приложение в часовниците с махала, които тогава са пазители на еталона за време.
Продължавайки изследванията си в областта на металургията, Гийом създава сплав, съдържаща 36% никел, 12% хром и 52% желязо. Сплавта, която има много по-нисък термоустойчив коефициент от желязото, той нарича елинвар („ел“ от еластичност, „инвар“ от инвариантен), подчертавайки практическото постоянство на модула ѝ на еластичност. Използването на елинвара позволява да се изключи разстройството на стоманените камертони и балансите в часовниците, предизвикано от промените на техните еластични свойства поради колебание на температурата.
Запален борец за международното използване на метричната система, Гийом използва необичайния си такт и обаянието за по-нататъшното ѝ разпространение.

### Смърт (1938)
Въпреки дългите години, прекарани във Франция, Гийом запазва швейцарското си поданичество. През 1888 г. се жени за А.М.Тауфлиб. Семейството има три деца. Президент е на Френското дружество на физиците, член е на десетки академии на науките и е награден с ордена на Почетния легион. Доктор хонорис кауза на университетите в Париж, Женева и Ньошател.
Умира на 13 май 1938 година в Севър, Франция, на 77-годишна възраст.